# Aphaniosoma angulitergum
Aphaniosoma angulitergum (лат.) — вид мух рода Aphaniosoma из семейства Chyromyidae. Видовой эпитет представляет собой сочетание латинских слов angulus («угол») и tergum («тергит») и относится к угловому расширению четвёртого тергита.

## Распространение
Израиль и Объединённые Арабские Эмираты.

## Описание
Мелкие мухи с телом длиной 1,2 мм. Жёлтый вид с коричневыми или бледно-коричневыми продольными скутальными виттами. Общей окраской этот вид похож на A. acitergum, также имеет 2 хорошо развитые лобно-орбитальные щетинки. Самцы с вентральным краем тергита 4, превращенным в остроугольный выступ (как у предыдущего вида, но короче и шире); короткий узкий жёлтый сурстилус субапикально двугубый и сетулозный на обеих ветвях; прегонит немного больше изогнут и апикально с маленьким чёрным кончиком; крупный чёрный остроконечный эпифаллус. A. acitergum и A. palestinense являются наиболее похожими видами на A. angulitergum в их географической зоне обитания. Они практически одинакового размера с похожей окраской, хотя у A. palestinense она темнее; у всех трёх видов блестящий чёрный эпифаллус обычно хорошо заметен. Они отличаются формой сурстилуса и гонитов.